# Renate Krößner
Renate Krößner (ur. 17 maja 1945 w Osterode am Harz, zm. 25 maja 2020 w Mahlow) – niemiecka aktorka filmowa, teatralna i telewizyjna. Wystąpiła w ponad stu filmach i serialach telewizyjnych. 

## Życiorys
Popularność i uznanie zyskała główną rolą podrzędnej piosenkarki w filmie Solo Sunny (1980) Konrada Wolfa. Kreacja ta przyniosła jej Srebrnego Niedźwiedzia dla najlepszej aktorki na 30. MFF w Berlinie. Była to pierwsza nagroda w historii tej imprezy dla filmu pochodzącego z NRD.
Wraz z długoletnim partnerem, a później mężem - aktorem Berndem Stegemannem - przeniosła się w 1985 do Berlina Zachodniego. Zasiadała w jury konkursu głównego na 41. MFF w Berlinie (1991).